# Moacir Goulart de Figueredo

Bischofswappen von Moacir Goulart de Figueredo

Moacir Goulart de Figueredo MSC (* 30. September 1965 in Salto do Lontra, Paraná) ist ein brasilianischer römisch-katholischer Ordensgeistlicher und Apostolischer Vikar von San Miguel de Sucumbíos in Ecuador.

## Leben
Moacir Goulart de Figueredo besuchte ab 1981 das Kleine Seminar São José in Francisco Beltrão. Später trat er der Ordensgemeinschaft der Herz-Jesu-Missionare bei und legte am 1. Februar 1987 die zeitliche Profess ab. Moacir Goulart de Figueredo studierte von 1984 bis 1987 Philosophie an der Universidade São Francisco in São Paulo und von 1987 bis 1990 Katholische Theologie an der Universidad Católica Nuestra Señora de la Asunción in Asunción. Nachdem er am 2. Februar 1990 die ewige Profess abgelegt hatte, wurde er am 12. Januar 1991 zum Diakon geweiht und empfing am 16. November desselben Jahres das Sakrament der Priesterweihe.
Nach der Priesterweihe war Moacir Goulart de Figueredo zunächst in der Ausbildung der Novizen der Herz-Jesu-Missionare und als Pfarrvikar in São Paulo tätig. Daneben setzte er 1992 seine Studien an der Universidad Católica Nuestra Señora de la Asunción fort und erwarb 1996 mit der von Fernando Torres Londoño betreuten Arbeit Conquista e missão. A conquista espiritual de Antonio Ruiz de Montoya como ponto de partida para a missão inculturada („Conquista und Mission. Die geistige Conquista von Antonio Ruiz de Montoya als Ausgangspunkt für die inkulturierte Mission“) ein Lizenziat im Fach Missionswissenschaft. 1996 wurde er als Missionar nach Ecuador entsandt, wo er als Pfarrvikar in Chunchi im Bistum Riobamba wirkte. Von 2001 bis 2007 war er Pfarrvikar in Curitiba und Provinzial der Ordensprovinz Curitiba der Herz-Jesu-Missionare. Anschließend war er erneut in Ecuador in der Ausbildung der Novizen seiner Ordensgemeinschaft und als Pfarrvikar in Quito sowie als Assessor der ecuadorianischen Ordensobernkonferenz tätig (2007–2016). Zudem fungierte er von 2010 bis 2015 als Direktor der Päpstlichen Missionswerke im Erzbistum Quito und von 2015 bis 2018 als Sekretär des Centro Misionero Nacional der Ecuadorianischen Bischofskonferenz. Von 2016 bis 2022 wirkte er als Pfarrer der Pfarrei Buen Pastor in Turubamba, einem Stadtteil von Quito. Ab 2022 war Moacir Goulart de Figueredo erneut Provinzial der Ordensprovinz Curitiba der Herz-Jesu-Missionare.
Am 23. Oktober 2024 ernannte ihn Papst Franziskus zum Apostolischen Vikar von San Miguel de Sucumbíos. Der Apostolische Nuntius in Ecuador, Erzbischof Andrés Carrascosa Coso, spendete ihm am 8. Januar 2025 in der Kathedrale Nuestra Señora del Cisne in Nueva Loja die Bischofsweihe; Mitkonsekratoren waren der Apostolische Vikar von Napo, Celmo Lazzari CSJ, und der Bischof von Registro, Manoel Ferreira dos Santos Júnior MSC. Moacir Goulart de Figueredo wählte den Wahlspruch Peregrino de esperanza („Pilger der Hoffnung“).